# Мілфорд-Саунд
Мі́лфорд-Са́унд (англ. Milford Sound) — селище на початку однойменного фіорду у регіоні Саутленд, Нова Зеландія.

## Географія
Знаходиться на південно-західному узбережжі Південного острова у Національному парку Фіордленд у межах однойменного новозеландського регіону. на захід від головного пасма Південних Альп.

### Клімат
Найтепліший місяць — лютий із середньою температурою 14.8 °C (58.6 °F). Найхолодніший місяць — липень, із середньою температурою 5.3 °С (41.5 °F).
| Клімат Мілфорд-Саунда   | Клімат Мілфорд-Саунда | Клімат Мілфорд-Саунда | Клімат Мілфорд-Саунда | Клімат Мілфорд-Саунда | Клімат Мілфорд-Саунда | Клімат Мілфорд-Саунда | Клімат Мілфорд-Саунда | Клімат Мілфорд-Саунда | Клімат Мілфорд-Саунда | Клімат Мілфорд-Саунда | Клімат Мілфорд-Саунда | Клімат Мілфорд-Саунда | Клімат Мілфорд-Саунда |
| Показник                | Січ.                  | Лют.                  | Бер.                  | Квіт.                 | Трав.                 | Черв.                 | Лип.                  | Серп.                 | Вер.                  | Жовт.                 | Лист.                 | Груд.                 | Рік                   |
| Абсолютний максимум, °C | 28,3                  | 28,2                  | 27,4                  | 23,4                  | 20,7                  | 17                    | 16,9                  | 18,9                  | 19,2                  | 21,8                  | 24,8                  | 26,2                  | 28,3                  |
| Середній максимум, °C   | 18,9                  | 19,3                  | 17,8                  | 15,5                  | 12,4                  | 9,6                   | 9,2                   | 11,4                  | 13,1                  | 14,5                  | 16                    | 17,5                  | 14,6                  |
| Середня температура, °C | 14,7                  | 14,8                  | 13,3                  | 11                    | 8,4                   | 5,9                   | 5,3                   | 6,9                   | 8,6                   | 10,1                  | 11,7                  | 13,4                  | 10,3                  |
| Середній мінімум, °C    | 10,5                  | 10,3                  | 8,8                   | 6,6                   | 4,4                   | 2,2                   | 1,3                   | 2,4                   | 4,1                   | 5,7                   | 7,5                   | 9,3                   | 6,1                   |
| Норма опадів, мм        | 717                   | 499                   | 640                   | 585                   | 641                   | 440                   | 418                   | 427                   | 523                   | 688                   | 522                   | 648                   | 6748                  |
| Днів з опадами          | 16                    | 13                    | 15                    | 15                    | 16                    | 14                    | 15                    | 15                    | 16                    | 19                    | 15                    | 17                    | 186                   |
| Днів з дощем            | 17,6                  | 14,5                  | 16,6                  | 16,5                  | 17,5                  | 16,2                  | 16,4                  | 17,4                  | 19,3                  | 20,3                  | 17,3                  | 18,8                  | 208,4                 |
| Днів зі снігом          | 0,1                   | 0                     | 0,2                   | 0,3                   | 0,5                   | 0,9                   | 0,8                   | 0,6                   | 0,7                   | 0,6                   | 0,5                   | 0,2                   | 5,4                   |
| Вологість повітря, %    | 90                    | 92                    | 93                    | 94                    | 94                    | 94                    | 94                    | 92                    | 92                    | 91                    | 88                    | 88                    | 91.8                  |
| ----------------------- | --------------------- | --------------------- | --------------------- | --------------------- | --------------------- | --------------------- | --------------------- | --------------------- | --------------------- | --------------------- | --------------------- | --------------------- | --------------------- |
| Джерело: Weatherbase    |                       |                       |                       |                       |                       |                       |                       |                       |                       |                       |                       |                       |                       |